# Lymnocryptes minimus

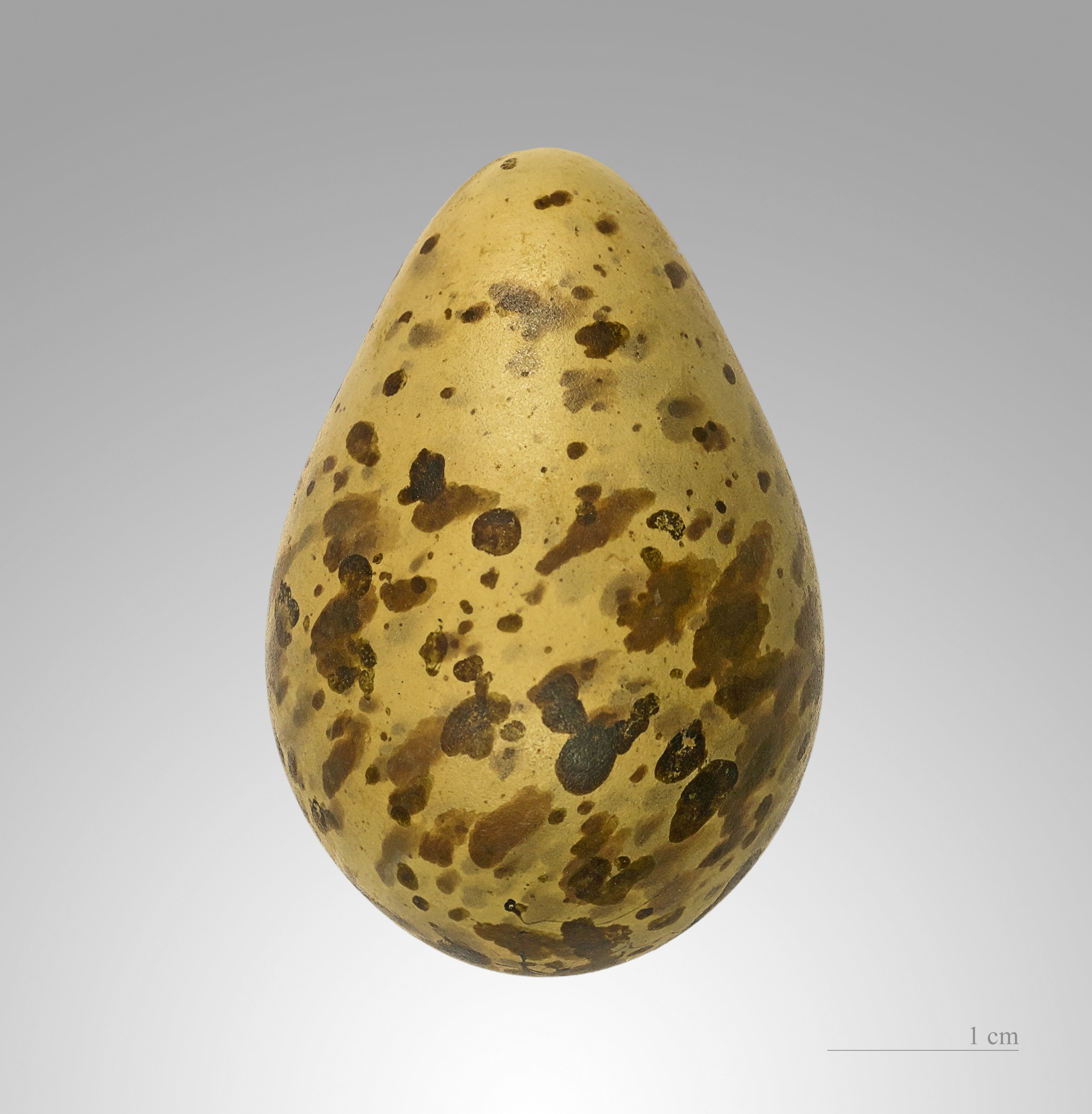
Huevo de Lymnocryptes minimus

La agachadiza chica (Lymnocryptes minimus) es una pequeña y robusta ave limícola. Es la más pequeña de las  agachadizas, y la única del género Lymnocryptes; posee importantes diferencias con las otras agachadizas o scolopaxes.
Sus terrenos de reproducción son los humedales, pantanos, tundra y praderas húmedas con vegetación corta del norte de Europa y el norte de Rusia. 
La agachadiza chica es un ave migratoria, que pasa los inviernos en Gran Bretaña, las costas europeas sobre el Atlántico y el Mediterráneo, África, y la India. Está incluida en el Acuerdo sobre la Conservación de las aves acuáticas migratorias Africanas-Euroasiáticas (AEWA).

## Descripción
Los adultos son de menor tamaño que la agachadiza común y su pico es relativamente más corto. El cuerpo está moteado de marrón en el dorso y es pálido en el vientre. Tienen una franja negra en el ojo. Las alas son puntiagudas y estrechas, y cuando vuelan pueden versa unas franjas amarillas en las alas.
El patrón de la cabeza de la agachadiza chica es diferente al de la agachadiza común y otras especies de su género, ya que no presenta la franja central en forma de corona; en cambio posee, dos franjas pálidas laterales, que se encuentran separadas de la supercilar por una zona de plumaje más oscuro.

## Comportamiento
Estas aves se alimentan en el fango, picoteando y recogiendo alimento que identifican con su vista. Su dieta principalmente consiste de insectos y lombrices de tierra, y también materia vegetal. Es difícil observarlas, ya que su coloración les brinda un camuflaje muy efectivo en su hábitat. 
Durante el cortejo el macho realiza una exhibición aérea, y produce un sonido similar al de un caballo al galope. Fuera de la época de cría permanece silencioso. Anidan sobre el suelo en un sitio escondido, la nidada consta de 3 a 4 huevos.